# سيروان
سيروان ناحية تابعة لقضاء حلبجة محافظة السليمانية في كردستان العراق وهي تبعد 8 كم شمال غرب حلبجة وتقع على ارتفاع 1700 قدم عن سطح البحر. كانت من قبل مكونة من قريتي كيله سبي وجان جان. وفي سنة 1956 زار الشيخ محمود الحفيد المنطقة اجتمع مع اهالى القريتين في كانى ويس وواعدهما بجعل القريتين ناحية إداريا, وقد جعلت ناحية في سنة 1957 وسميت ناحية سيروان لقربها من نهر سيروان الذي يجرى من الاراضى الإيرانية ويمر غرب الناحية. وفي سنة 1979 قام حكومة العراقیة بهدم القری الحدودیة وسكن عدد من اهالي تلك القری فی ناحیة سیروان [مجمع السیروان] . اهالى سيروان منشغلون بالاعمال الزراعية وتربية المواشى. تبلغ عدد السكان هذه الناحية 9072 نسمة وفي عام 1988 قصفت القوات العراقية القصبة بالنيران والأسلحة الكيمياوية مما أدى إلى قتل وجرح مئات الاشخاص.وفي سنة 1987 انتفض اهالي القصبة ضد قوات صدام حسين وبعدها قام قوات العسكریة العراقية بالهدم عدید من بیوت المدنین و قتل عدد من مواطنین العزل وبعد الانتفاضة للشعب الكردى ضد قوات الرئيس صدام حسين في سنة 1991 اعمرت القصبة وبعد تشكيل حكومة إقليم كردستان في سنة 1992 اعيدت إليها المؤسسات الحكومية.